# Iglesia Adventista del Séptimo Día
La Iglesia Adventista del Séptimo Día es una denominación cristiana protestante, distinguida por su observancia del sábado como día de reposo ya que se basan en el pasaje bíblico de Génesis 2: 2-3 en el último día de la creación que afirma que el día de reposo es el día sábado y confirmada como recordatorio en Éxodo 20: 8-11 y por su convicción de que la segunda venida de Jesucristo es inminente. Surgió del movimiento millerita en Estados Unidos a mediados del siglo XIX d. C. y fue establecida formalmente en 1863. Está presente en 213 países y territorios y cuenta con más de 22 millones de miembros.
Gran parte de la teología adventista corresponde a enseñanzas protestantes comunes, como la autoridad suprema de la Biblia, la Deidad, y la salvación por medio de la fe en Jesucristo. Sin embargo, presentan importantes creencias distintivas, como la observancia del sábado como día de reposo, la doctrina del juicio investigador, el santuario celestial y la manifestación del don de profecía en el ministerio de Ellen G. White. El trabajo misionero es muy importante para la iglesia y sus miembros consideran que tienen el deber de compartir sus creencias con los demás.
La denominación se caracteriza por su énfasis en el desarrollo de un estilo de vida saludable, promoviendo activamente el ejercicio físico, las comidas saludables y la abstinencia del alcohol, el tabaco y otras sustancias recreativas. Además, promueven la educación cristiana, la protección de la libertad religiosa, y los principios éticos conservadores.
La Iglesia Adventista es administrada en cuatro niveles de organización, que comprenden desde la iglesia local hasta la Asociación General de los Adventistas del Séptimo Día, que dirige la denominación a nivel mundial. Los administradores de cada nivel son elegidos mediante un sistema de democracia representativa. La iglesia administra numerosas escuelas, universidades, hospitales, clínicas, y casas editoriales en todo el mundo, así como una organización humanitaria, la Agencia Adventista de Desarrollo y Recursos Asistenciales.

## Historia

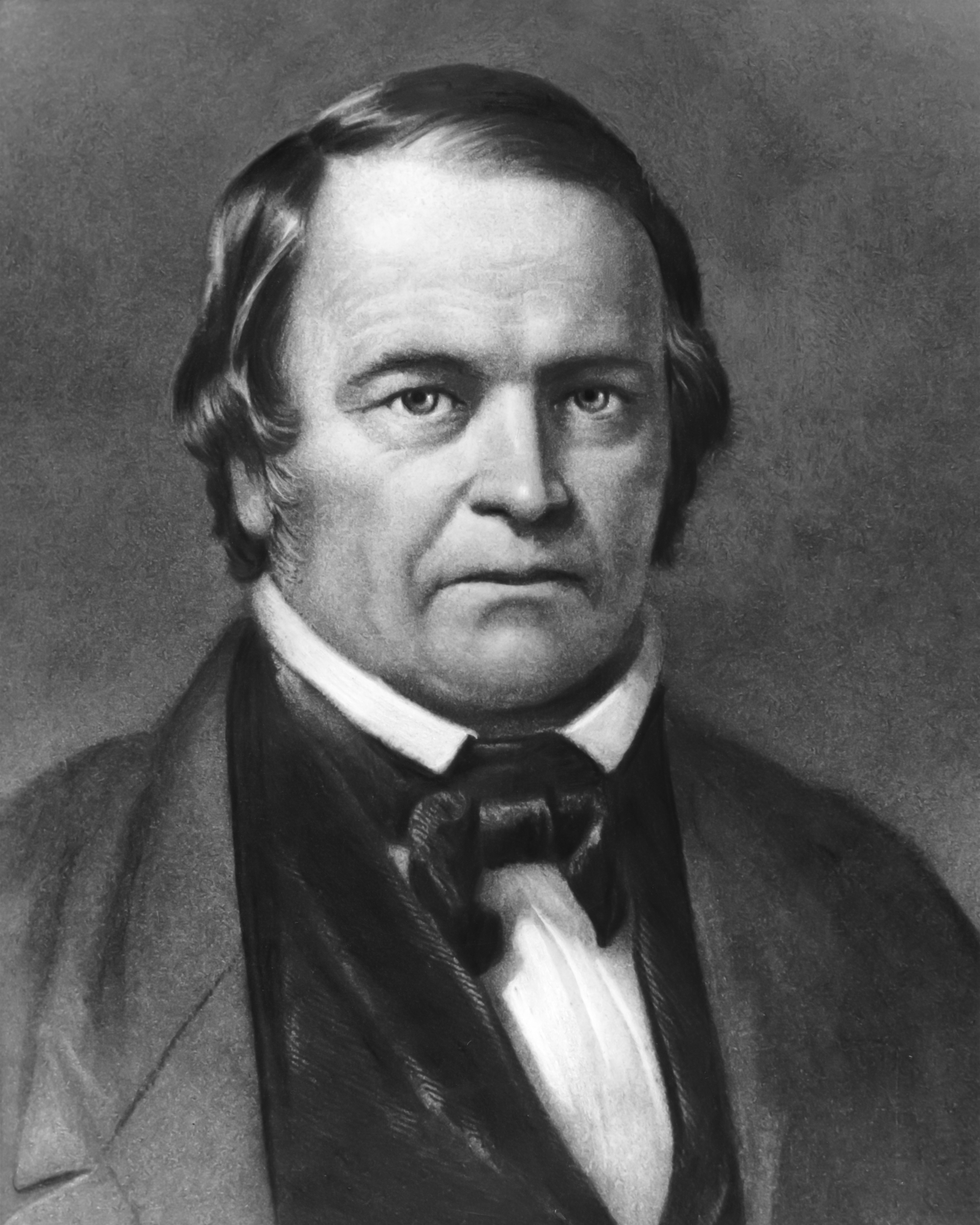
El granjero bautista William Miller fue el precursor del movimiento adventista.

### Antecedentes
El surgimiento del adventismo se enmarca dentro del Segundo Gran Despertar religioso, ocurrido durante la primera mitad del siglo XIX La inestabilidad política y social provocada por las Guerras Napoleónicas suscitó un reavivamiento en el estudio de las profecías bíblicas por parte un grupo interdenominacional de protestantes, quienes consideraron acontecimientos como el terremoto de Lisboa de 1755, el día oscuro de Nueva Inglaterra en 1780 y la lluvia de meteoros de 1833, como señales del inminente retorno de Jesucristo. El interés profético fue estimulado por los estudios apocalípticos de Isaac Newton y por la obra La venida del Mesías en gloria y majestad del jesuita chileno Manuel Lacunza.
Uno de los creyentes más entusiastas fue William Miller, un granjero bautista de Nueva York que en 1818, tras dos años de intenso estudio de las profecías del libro de Daniel, llegó a la conclusión de que Jesucristo volvería a la tierra el 22 de octubre del año 1844. Para llegar a esta fecha, Miller se basó principalmente en el texto de Daniel 8:14: «Hasta dos mil trescientas tardes y mañanas; luego el santuario será purificado», interpretando la purificación del santuario como el fin del mundo, y considerando los dos mil trescientos días como un periodo de dos mil trescientos años que iniciaba el 457 a. C., fecha en que Artajerjes I emitió un edicto que permitía la reconstrucción de Jerusalén.

### El movimiento millerita
En 1831, Miller comenzó a propagar sus ideas, recibiendo constantemente invitaciones para predicar en iglesias metodistas, bautistas y congregacionales de la costa este de Estados Unidos. El movimiento se masificó a partir de 1840 cuando uno de sus seguidores, el pastor bautista Joshua V. Himes, inició la edición de la revista Signs of the Times, y la publicación de numerosos libros, folletos y panfletos que anunciaban el inminente advenimiento de Jesucristo a la tierra.
Entre 1842 y 1844 se organizaron más de 125 reuniones campestres adventistas en distintos lugares de la costa este y el medio oeste de Estados Unidos. Se estima que la asistencia conjunta de todas las reuniones superó las quinientas mil personas. En una reunión campestre realizada en agosto de 1844, el predicador millerita Samuel S. Snow presentó una serie de cálculos basados en un estudio minucioso de las antiguas festividades judías, que demostraban que Jesús volvería el 22 de octubre de aquel mismo año. Sus cálculos fueron aceptados con entusiasmo por los adherentes del movimiento.
El 22 de octubre de 1844, entre cincuenta mil y doscientas cincuenta mil personas esperaron ansiosamente la segunda venida de Cristo. Cuando nada extraordinario ocurrió aquel día, los milleritas quedaron profundamente decepcionados. El acontecimiento pasó a ser conocido como el Gran Chasco, y la mayoría de los creyentes abandonó el movimiento.

### Organización de la iglesia
Un grupo minoritario continuó estudiando las profecías bíblicas, llegando a la conclusión de que los cálculos de Miller eran correctos, pero había errado en la interpretación de la «purificación del santuario» mencionada en Daniel 8:14. Basándose en pasajes como Hebreos 8-9 y Daniel 8-9, llegaron a la conclusión de que existe un santuario literal en el cielo, donde Cristo ministra como sumo sacerdote y mediador. Así, en 1844, Cristo habría comenzado la «purificación del santuario celestial», ingresando al lugar santísimo para realizar un juicio investigador en el que se examinarían los nombres registrados en el Libro de la Vida. Una vez finalizada esta tarea, Jesús volvería de forma literal y visible a la tierra, acontecimiento que los adherentes a esta postura continuaron considerando inminente, aunque evitaron en lo sucesivo señalar una fecha concreta. Lideraban este grupo Joseph Bates, James White y Ellen Harmon.
Joseph Bates era un marino jubilado que había invertido la mayor parte de su modesta fortuna en la propagación del mensaje millerita. En 1845 llegó a la convicción de que el sábado debía ser observado como día de reposo, y se convirtió en su principal promotor dentro del movimiento adventista. Esta creencia había sido adoptada de los bautistas del séptimo día, y fue aceptada progresivamente por los demás líderes adventistas.
James White era un joven maestro de escuela que se había unido al movimiento millerita en 1842, desempeñándose durante los dos años siguientes como predicador itinerante por iniciativa propia, periodo durante el cual fue ordenado como ministro por el movimiento restauracionista Conexión Cristiana.
Ellen Harmon era una joven de frágil salud y escasa educación que en 1843 había sido expulsada junto a su familia de la iglesia metodista a la que pertenecían debido a su convicción en las ideas del movimiento millerita. En diciembre de 1844, mientras participaba de una reunión de oración junto a algunas amigas, experimentó un estado de trance, durante el que afirmó haber visto a los milleritas en un camino estrecho que conducía a la Nueva Jerusalén. Después de experimentar una segunda visión alrededor de una semana después en la que se le instruía que informara a los demás lo que había visto, Ellen comenzó a hablar con pequeños grupos de creyentes milleritas, diciéndoles que —de acuerdo a su primera visión— estaban en el camino correcto, y debían permanecer fieles.
En 1845, Ellen conoció a James White, quien durante algún tiempo la acompañó a las reuniones donde compartía sus visiones. James y Ellen se casaron en agosto de 1846, y —junto a Bates— organizaron una serie de conferencias en Nueva Inglaterra y Nueva York a fines de la década de 1840 que forjaron las creencias centrales del movimiento adventista.
Durante el resto de su vida, Ellen White refirió haber recibido más de dos mil visiones que registró mediante una extensa producción literaria. Su rol profético fue aceptado progresivamente por la mayoría de los creyentes adventistas, y sus conferencias y escritos llegaron a ser fundamentales para el desarrollo inicial de la denominación. Sin embargo, algunos grupos minoritarios rechazaron la legitimidad de las visiones de White y se separaron del movimiento adventista, estableciendo posteriormente la Iglesia de Dios (Séptimo Día).
Inicialmente, los creyentes adventistas no tenían la intención del formar una nueva iglesia, pero tras el rápido crecimiento del movimiento se vieron en la necesidad de contar con una institución que coordinara la difusión de sus creencias. En 1853 —como primer paso hacia una organización formal— se inició la entrega de credenciales pastorales, y en 1860 los creyentes acordaron la creación de una entidad que pudiera ser legalmente propietaria de las casas de culto y de una imprenta adquirida en 1855, que hasta ese momento se encontraban a nombre de James White. Durante una asamblea celebrada en Battle Creek, Míchigan, escogieron ser conocidos como «adventistas del séptimo día».
La organización oficial de la iglesia se realizó el 21 de mayo de 1863, al constituirse la Asociación General de los Adventistas del Séptimo Día, que contaba inicialmente con 3500 miembros en 125 iglesias que eran lideradas por 30 pastores. Como primer presidente de la organización fue elegido en forma unánime James White, quien declinó el cargo, el cual fue ocupado finalmente por John Byington, un exministro metodista de sesenta y cinco años.

### Consolidación y crecimiento
En los años posteriores a la organización formal de la iglesia, el desarrollo de un estilo de vida saludable se convirtió en una de las preocupaciones centrales de los adventistas del séptimo día. Ellen White escribió extensamente sobre el tema, promoviendo el vegetarianismo y la abstinencia del alcohol, el café y el tabaco. En 1866 fue fundado en Battle Creek el Instituto Occidental de Reforma pro Salud, el primero de cientos de instituciones de salud adventistas. En 1876, John Harvey Kellogg fue nombrado administrador general del Instituto, y pocos meses más tarde la institución fue renombrada como Sanatorio de Battle Creek. Bajo la dirección de Kellogg, el Sanatorio se transformó a fines del siglo XIX en una de las instituciones de salud más prestigiosas del mundo.
Inicialmente, los adventistas limitaron sus esfuerzos misioneros casi exclusivamente a los Estados Unidos. Sin embargo, a principios de la década de 1870, los líderes de la iglesia se convencieron de que tenían la obligación de llevar su mensaje a todo el mundo, y en 1874 enviaron a J. N. Andrews —un expresidente de la Asociación General— a Suiza, como el primer misionero adventista. Otros misioneros fueron enviados durante los años siguientes; primero, a ciudades con grandes poblaciones de cristianos blancos en Europa, Australia, Nueva Zelanda y Sudáfrica, y —más tarde— a las poblaciones no blancas de África, Asia y América Latina. Hacia el año 1900, los adventistas contaban con casi quinientos misioneros en el extranjero, y más del quince por ciento de los más de setenta y cinco mil adventistas vivían fuera de América del Norte. En parte para satisfacer las crecientes necesidades de sus misiones en el extranjero, así como para proteger a sus jóvenes de las influencias seculares, la iglesia desarrolló un extenso sistema educativo. Para la segunda mitad del siglo XX, los adventistas estaban operando uno de los sistemas escolares protestantes más grandes del mundo.
La teología adventista sufrió un importante cambio en la década de 1880, cuando Alonzo T. Jones y Ellet J. Waggoner, editores de la revista The Signs of the Times, desafiaron el énfasis legalista que había caracterizado a la denominación. En oposición a los líderes de la Asociación General —quienes sostenían que la salvación dependía de la observancia de los Diez Mandamientos y, en especial, del día de reposo—, Jones y Waggoner argumentaban que la justificación era alcanzada únicamente gracias a la fe en Cristo. La controversia llegó a su clímax en el Congreso de la Asociación General de 1888, donde Ellen White respaldó la postura de Jones y Waggoner, desencadenando la renuncia del presidente de la Asociación General, George I. Butler. Durante los años posteriores, White, Jones y Waggoner realizaron una extensa campaña para transmitir la doctrina de la justificación por la fe a los miembros de la iglesia.
Hacia el año 1900, los misioneros de la denominación se habían extendido por todo el mundo y habían ganado muchos conversos. Los esfuerzos de evangelización de los adventistas en el extranjero tuvieron tanto éxito, que hoy la iglesia se encuentra presente en más de 200 países. Aunque continúan creyendo que el regreso de Cristo es inminente, la organización ha realizado grandes inversiones en instituciones médicas, educativas y de publicaciones en todo el mundo. En 2015, los adventistas fueron reconocidos por Pew Research Center como el grupo religioso de mayor diversidad étnica y racial en los Estados Unidos.

## Creencias

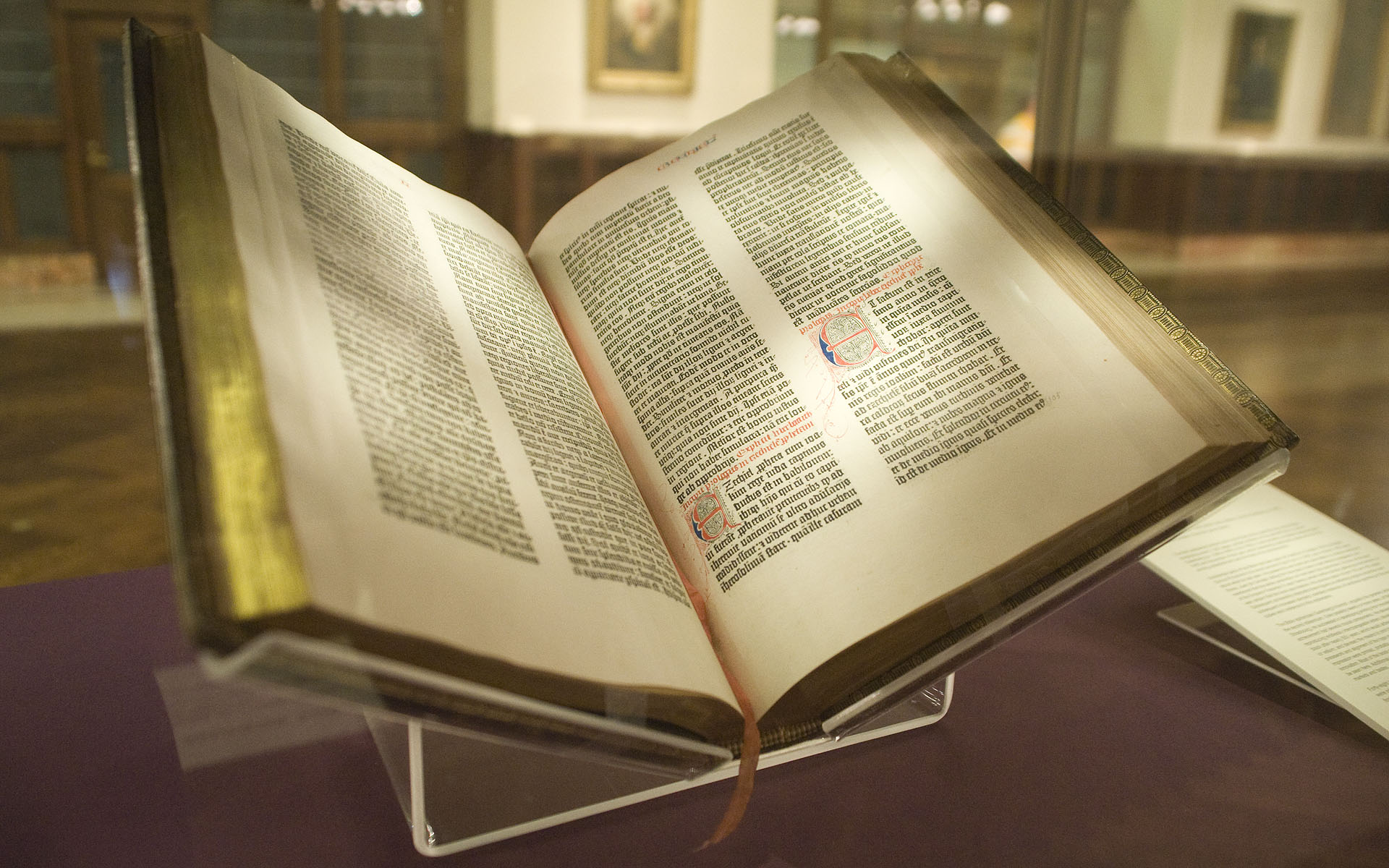
Los adventistas sostienen que la Biblia es la Palabra de Dios y la única fuente de sus creencias.

Los adventistas del séptimo día basan su doctrina en el principio protestante de la Sola Scriptura: la Biblia como única norma de fe y práctica de los cristianos. Creen que tanto el Antiguo como el Nuevo Testamento fueron divinamente inspirados y —pese a estar formulados en palabras humanas— constituyen la Palabra de Dios revelada a la humanidad. Consideran que todas las creencias teológicas deben ser «juzgadas a la luz de las Escrituras», y que toda idea que no está en armonía con el mensaje bíblico, debe ser rechazada.
La Iglesia se ha mostrado reacia a la formalización de un credo, argumentando que «La Biblia y solo la Biblia» constituye su único credo. Sin embargo, debido a la necesidad de una publicación oficial que permitiera a la comunidad comprender mejor la fe adventista, un comité de la Asociación General preparó un documento que exponía en forma abreviada las principales enseñanzas de la denominación. Esta declaración —que incluía 22 afirmaciones— fue publicada por primera vez en el anuario institucional de 1931, y permaneció vigente hasta que, en 1980, fue reemplazada con un resumen similar pero más amplio, que contenía 27 párrafos publicados bajo el título de Creencias Fundamentales de los Adventistas del Séptimo Día. El año 2005 fue aprobada una declaración adicional, quedando resumida la doctrina de la iglesia en 28 creencias fundamentales. La aceptación pública de estas creencias es prerrequisito para el bautismo y —por lo tanto— para ser llegar a ser miembro de la Iglesia.
Casi todas las creencias de la Iglesia Adventista son compartidas por uno o más grupos cristianos. Sin embargo, algunas son rasgos distintivos de esta denominación.

### Creencias comunes con el cristianismo tradicional

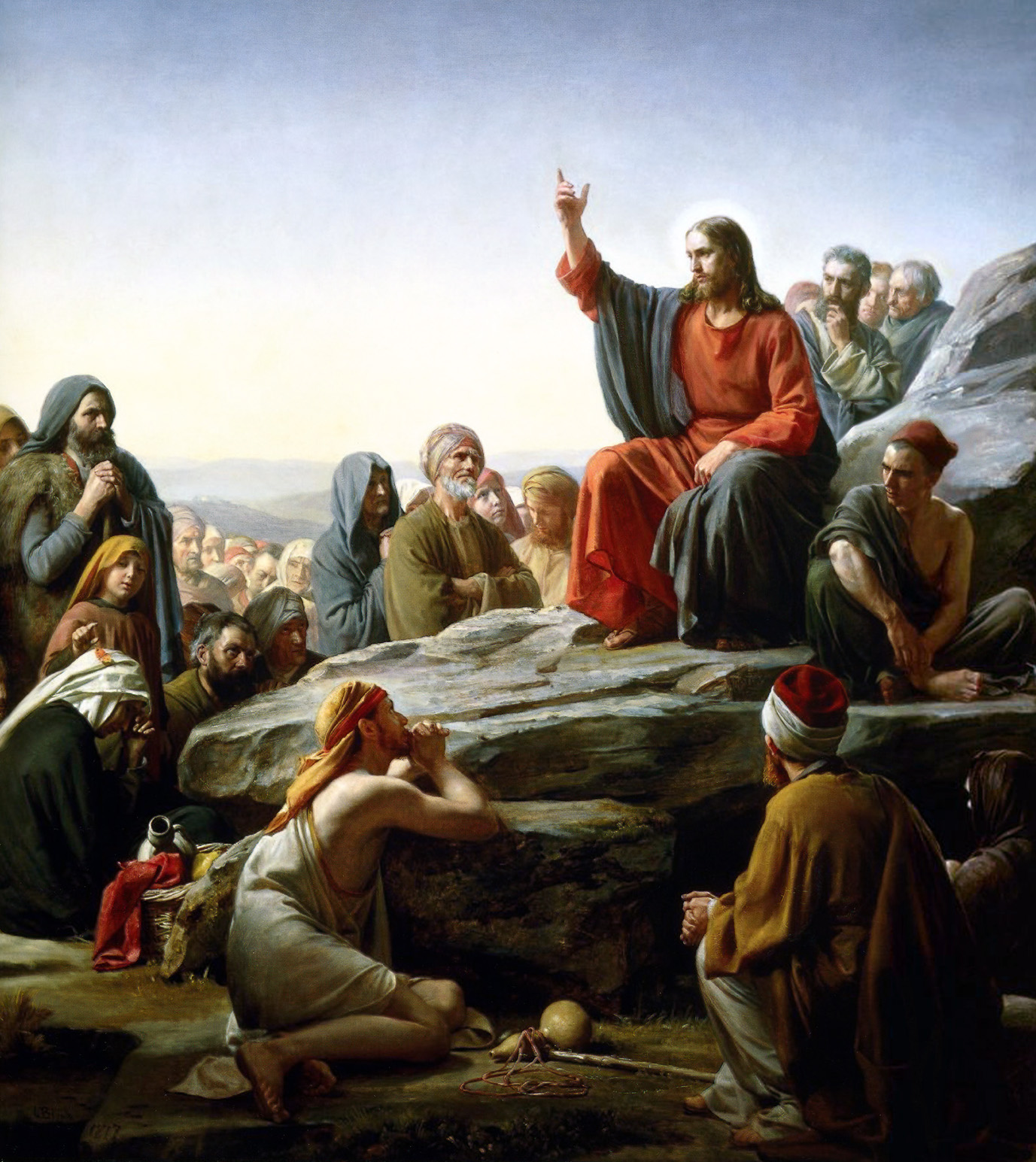
Los adventistas creen que Jesucristo es Dios y que ha existido eternamente.

Los adventistas del séptimo día comparten con los cristianos conservadores y los credos protestantes históricos la creencia en un solo Dios creador, sustentador y gobernante del universo, que es omnipotente, omnisciente y omnipresente. Profesan que la divinidad es una unidad de tres personas coeternas: Dios el Padre, Dios el Hijo y Dios Espíritu Santo. Sin embargo, debe tenerse en consideración que el movimiento fue originalmente antitrinitario. Según el libro A Serch for Identity. The Development of Seventh-day Adventist Beliefs, de George R. Knight, págs 17, 18 dice: "La mayoría de los fundadores del movimiento adventista del Séptimo Día no podrían unirse a la Iglesia hoy si ellos tuvieran que estar de acuerdo con los "27 creencias fundamentales" de la denominación.
Más específicamente, ellos no podrían aceptar la creencia número 2, concerniente a la doctrina de la Trinidad. Para Joseph Bates la Trinidad era una doctrina sin fundamento en la Escritura (Autobiografía, 204, 205), para James White esta fue ese "viejo absurdo trinitarismo" (RH, Aug. 5, 1852, 52), y para M. E. Cornell esta fue el fruto de la gran apostasía, junto con otras falsas doctrinas como el guardar el domingo y la inmortalidad del alma (Facts of the Times, 76).
De igual manera, la mayoría de los fundadores del movimiento adventista del Séptimo Día tendrán problemas con la creencia fundamental número 4, la cual sostiene que Jesús es también verdadero Dios como eterno. Para J. N. Andrews "el Hijo de Dios... tiene a Dios como su Padre, y tuvo, en algún punto en la eternidad del pasado, un comienzo de días" (RH, Sept. 7, 1869, 84). Y E. J. Waggoner, famoso en 1888 en Minneapolis, escribió en 1809 que "hubo un tiempo cuando Cristo llegó a existir y vino desde Dios, …pero que este tiempo fue hace tanto en los días de la eternidad que para la comprensión finita es prácticamente sin principio." (CR 21, 22).
Tampoco podrían la mayoría de los líderes Adventistas haber aceptado la creencia fundamental número 5, acerca de la personalidad del Espíritu Santo. Uriah Smith, por ejemplo, no solo negaba la Trinidad y la eternidad del Hijo, tal como muchos de sus compañeros de creencias, pero también describió el Espíritu Santo como "esa divina, misteriosa emanación a través de la cual ellos (el Padre y el Hijo) efectúan su gran obra y su trabajo infinito." En otra ocasión, Smith describió el Espíritu Santo como "una influencia divina" y no "una persona como el Padre y el Hijo" (1891 GCB 146; RH, Oct. 28, 1890, 664.)."
Sostienen que las Sagradas Escrituras —que abarcan el Antiguo y el Nuevo Testamento— son la revelación inspirada de Dios a los hombres, y constituyen la única regla de fe y práctica.
Creen que Jesucristo es Dios y ha existido junto al Padre desde toda la eternidad; que se encarnó mediante una concepción milagrosa y un nacimiento virginal, y que vivió una vida sin pecado en la tierra. Sostienen que la muerte vicaria y expiatoria de Cristo es suficiente por sí misma para la redención de la humanidad. Enseñan que, al tercer día, Jesús resucitó de la tumba, y posteriormente ascendió literal y físicamente al cielo, donde ejerce como mediador ante el Padre. Creen que Cristo regresará a la tierra en una segunda venida inminente, literal, personal, visible y de alcance mundial.
Consideran además que el hombre fue creado sin pecado, pero que —tras la caída de Adán y Eva— entró en un estado de separación, depravación y muerte. Sin embargo, la humanidad puede alcanzar la salvación por gracia divina mediante la fe en el sacrificio de Jesús en la cruz. Sostienen que la entrada a la vida nueva en Cristo es mediante el bautismo, una confesión pública de la muerte del viejo hombre y del nuevo nacimiento. De esta forma, enseñan que el hombre es justificado por la fe, santificado por la morada interior de Cristo a través del Espíritu Santo, y será glorificado en la resurrección de los santos, cuando Jesucristo retorne a la tierra. Confían en que, en la Tierra Nueva, Dios proporcionará un hogar eterno para los redimidos y un ambiente perfecto para la vida, el amor, el gozo y el aprendizaje eternos.

### Creencias comunes con algunos grupos cristianos

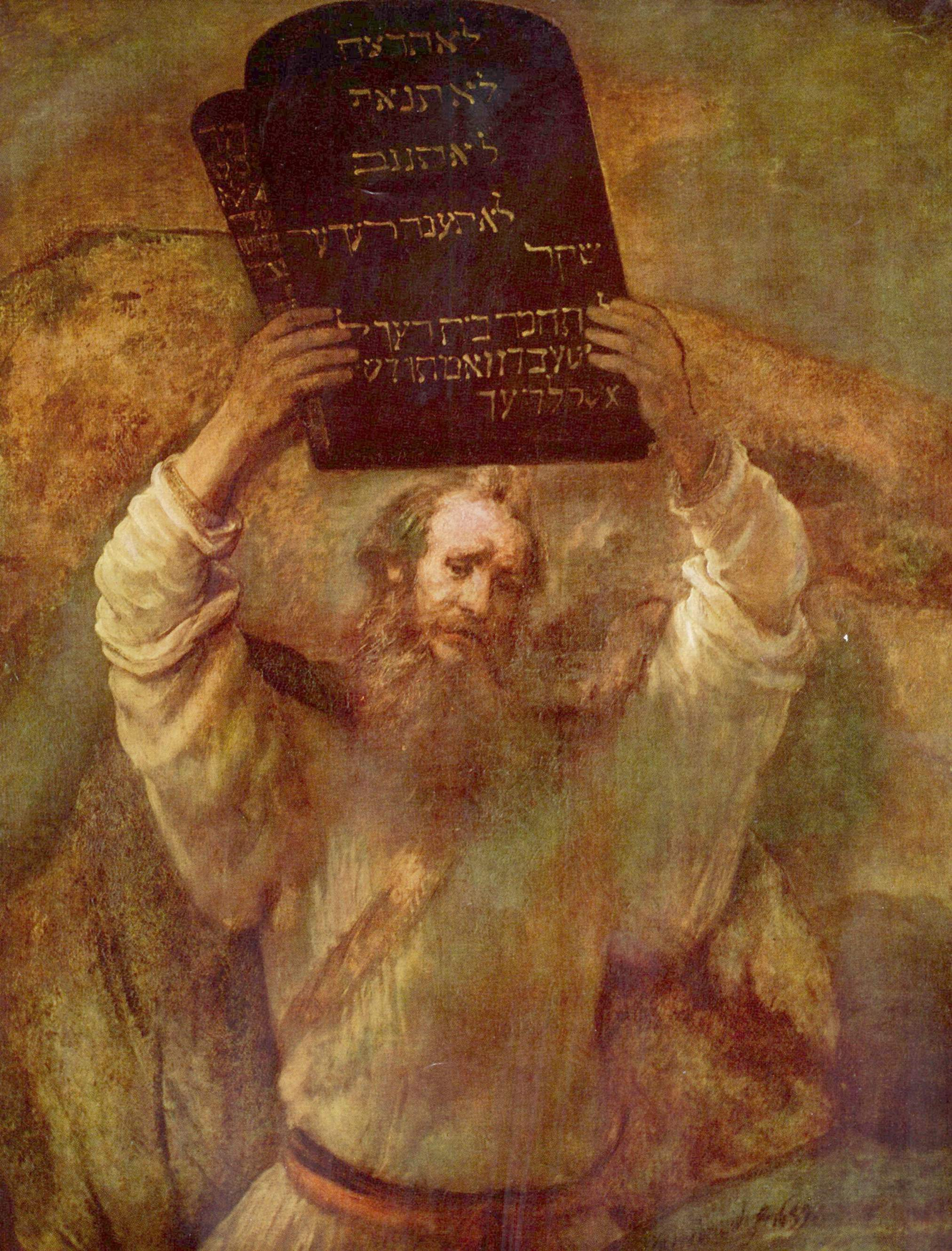
Los Diez Mandamientos son considerados por los adventistas la norma de vida y conducta para la humanidad.

En cuanto a ciertas doctrinas controvertidas entre los cristianos, los adventistas del séptimo día sostienen uno de entre dos o más puntos de vista.
Sobre el origen de la vida, los adventistas creen que Dios creó el mundo en seis días literales, rechazando que la creación se efectuara a lo largo de miles de millones de años o mediante procesos evolutivos.
Aseveran que los Diez Mandamientos son la norma de vida y conducta para los hombres de todos los tiempos, rechazando que el decálogo haya cambiado o que haya sido abolido. Comparten con los bautistas del séptimo día y otras denominaciones la creencia en que el séptimo día de la semana, el sábado, es el día de reposo bíblico. Niegan que haya sido abolido, que haya pasado a ser el primer día o que sea meramente una séptima parte del tiempo.
Manifiestan que la humanidad es libre para escoger o rechazar el ofrecimiento de salvación mediante Cristo, negando que Dios haya predeterminado que algunos hombres se salven y que otros se pierdan. Afirman que el hombre fue dotado en la creación de inmortalidad condicional, rechazando que las personas tengan inmortalidad innata o un alma inmortal. Enseñan que los malvados serán castigados con sufrimiento en un lago de fuego, donde serán completamente destruidos. No creen en un infierno que esté ardiendo eternamente, donde las almas serán atormentadas sin fin.
Consideran que los creyentes son responsables por el uso adecuado del tiempo, de las capacidades y posesiones, y de las bendiciones de la tierra y sus recursos, los cuales Dios colocó bajo su cuidado. Promueven el diezmo como el plan de Dios para el sostenimiento de la iglesia, negando que este fuese instruido únicamente para los judíos. Además, promueven la abstinencia del uso de bebidas alcohólicas y del tabaco. Consideran que la indulgencia en estas cosas no es representativa del carácter de Dios.
Creen que el bautismo debe administrarse únicamente por inmersión; no mediante aspersión, derramamiento, inmersión triple u otras formas. Enseñan que debe practicarse la ordenanza instituida por Cristo de lavarse los pies unos a otros en ocasión de la Cena del Señor; no creen que tal cosa fuera meramente un acomodo a las costumbres y necesidades de aquellos tiempos.
Respecto a la interpretación profética, consideran que el punto de vista acertado es planteado de forma idónea por lo que se conoce como la escuela historicista, frente a los sistemas seguidos por preteristas y futuristas.
Sostienen que la Iglesia y el Estado deberían actuar en esferas completamente separadas. Niegan que, en un esfuerzo por controlar la religión o las actividades religiosas de los hombres, la Iglesia deba dominar al Estado, o el Estado deba gobernar a la Iglesia.

### Creencias distintivas
En algunas áreas del pensamiento cristiano, los adventistas del séptimo día presentan doctrinas distintivas, que no son compartidas por ninguna otra denominación.
Creen que hay un santuario en el cielo donde Cristo ministra como sumo sacerdote y mediador en dos fases diferenciadas, la primera de las cuales culminó en 1844. Consideran además que habrá un juicio investigador en el que se decidirán los destinos de todos los hombres antes de la segunda venida de Cristo.
Afirman que el don profético —o «espíritu de profecía»— es uno de los dones del Espíritu prometidos a la iglesia de los últimos días, y que ese don fue manifestado a la Iglesia Adventista del Séptimo Día en el ministerio de Ellen G. White. Sus escritos son considerados «una permanente y autorizada fuente de verdad que proporciona consuelo, dirección, instrucción y corrección a la iglesia».
Consideran que el sello de Dios y la marca de la bestia —mencionados en el libro de Apocalipsis— son símbolos de las fuerzas opuestas del bien y el mal en el último gran conflicto antes de que Cristo venga por segunda vez. Por último, enseñan que los tres ángeles de Apocalipsis 14 representan la proclamación del último mensaje de Dios al mundo en preparación para la venida de Cristo.

## Prácticas y costumbres

### Actividades del sábado en la Iglesia

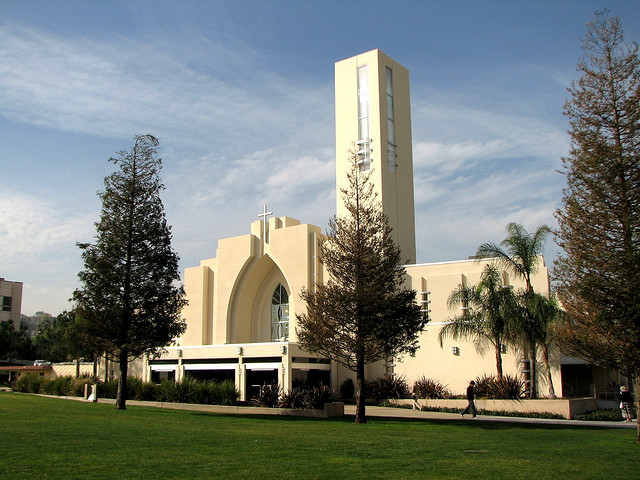
Iglesia Adventista en Loma Linda, California.

Para santificar el sábado, los adventistas se abstienen de actividades laborales en dicho día. Además evitan participar en otras formas de recreación seculares como competencias deportivas, ir de compras o mirar programas de televisión. Sin embargo, paseos al aire libre, actividades orientadas a la vida familiar, trabajo caritativo y otras actividades de carácter compasivo son permitidas.
El viernes es usado en la preparación del sábado; por ejemplo, preparar la comida para el sábado, ordenar la casa, lavar y planchar, etc. Algunos adventistas se reúnen en sus iglesias el viernes después de la puesta del sol para recibir el sábado, ya que desde ese momento comienzan las horas sagradas del sábado.

#### Servicio de adoración
El sábado de mañana comienza con el estudio de la Biblia que en la mayoría de los países comenzará normalmente a las 9:30, con la «escuela sabática», la cual es un momento de estudio de la Biblia con un folleto como apoyo para el estudiante. Este folleto es distribuido a todas las iglesias adventistas en el mundo, teniendo un tema de estudio en común durante un trimestre.
Cada clase de escuela sabática consta con su propio folleto de estudio. Estos son, de acuerdo a la edad: Cuna (0-2 años), Infantes (3-5), Primarios (6-9), Intermediarios o Menores (10-12), Adolescentes o juveniles (13-15), Jóvenes (15-17) y Adultos (18 en adelante). En este estudio bíblico filial que puede incluir cantos, relatos misioneros, oraciones y el estudio de la Biblia que se extenderá hasta alrededor de las 10:45. Se forman varios grupos en los cuales los temas bíblicos y preguntas prácticas son discutidos con libertad. Luego de dar el informe misionero y los anuncios correspondientes a la iglesia, la congregación se reunirá nuevamente para un servicio de iglesia que sigue un formato evangélico que puede diferir de iglesia a iglesia pero que siempre tendrá un sermón como característica principal, lectura de la Biblia, entonación de himnos del Himnario Adventista, recolección de diezmos y ofrendas.

#### Santa Cena
Los miembros de la Iglesia Adventista practican la cena del Señor (conocida en otras denominaciones como eucaristía) unas cuatro veces al año, la cual es un servicio abierto para miembros y no-miembros de la iglesia, que consta de renovar votos con Dios ya que al ser bautizados se vuelve a nacer, basado en el Juan 13. El servicio incluye una ceremonia de lavamiento de los pies y la participación de la Cena del Señor que consiste de panes sin levadura y jugo de uva no fermentado.
En algunas iglesias, los miembros y otros amigos pueden quedarse en ella para un almuerzo a la canasta, para el cual todos contribuyen con un plato. Las actividades del sábado de tarde pueden variar mucho dependiendo del contexto cultural, étnico y social.

### Actividades misioneras

Miembros de la Iglesia Adventista del Séptimo Día por millón de habitantes en cada país.

Las actividades de extensión misionera de la Iglesia Adventista apuntan tanto a no creyentes como a creyentes de otras denominaciones. Los Adventistas del Séptimo Día creen que Cristo ha llamado a los que creen en él para predicar en todo el mundo. Como tal, la Iglesia tiene presencia en más de 200 países en el mundo. Sin embargo, los adventistas son cautelosos para asegurarse de que el evangelismo no estorbe los derechos básicos del individuo. La libertad religiosa es una postura que la Iglesia Adventista del Séptimo Día apoya y promueve. Los esfuerzos evangélicos adventistas tradicionales consistían en misiones urbanas y la distribución de folletos como The Present Truth (La verdad presente), que fue publicada por James White desde 1849.
Los adventistas, como lo demuestra su distribución extensa de folletos, al igual que sus ancestros milleristas, por mucho tiempo han sido propulsores de los ministerios basados en los medios de difusión. Hasta que J. N. Andrews fue enviado a Suiza en 1874, los esfuerzos mundiales adventistas consistían enteramente en la circulación de folletos (como los de White) en muchos lugares. La lectura de dichos materiales fue la razón primaria por la cual Andrews finalmente fue llamado para viajar ultramar. En el último siglo, dichos esfuerzos también han involucrado la utilización de los medios de comunicación modernos tales como la radio y la televisión. El primero de estos fue el programa radiofónico de H. M. S. Richards, Voice of prophecy (‘La voz de la profecía’), que inicialmente fue transmitido desde Los Ángeles en 1929.

#### Trabajo misionero con jóvenes
El Departamento de la Juventud de la Iglesia Adventista organiza clubes específicos para cada edad para niños y jóvenes de todo el mundo.
Los clubes "Aventureros/Tizones" (6-9 años/5-10 años), "Castores/Cachorros" (4-5 años/3-4 años) y "Little Lambs" (2-3 años) son programas para niños más pequeños que participan en el programa Club de Conquistadores.
Los Conquistadores (en Hispanoamérica)/Cadetes/Pioneros (en restante del mundo hispano) son un club para niños y niñas de 10 a 15 años/11 a 16 años. Es similar y se basa en parte en el movimiento escultista. Los Conquistadores/Cadetes y Pioneros exponen a los jóvenes a actividades tales como acampar, servicio comunitario, tutoría personal y educación basada en habilidades, y los entrena para el liderazgo en la iglesia. Los "Camporees" anuales se llevan a cabo en Conferencias individuales, donde los Conquistadores de la región se reúnen y participan en eventos similares a los Jamborees.
Después de que una persona complete 16 años de edad, él es elegible para unirse al liderazgo juvenil y / o al Club de Jóvenes. Normalmente, después de ser miembro de un club, pueden convertirse en "miembros del personal" de Conquistadores/Cadetes/Pioneros o Aventureros/Tizones y comenzar el programa Liderazgo Joven, que desarrolla líderes tanto para jóvenes como para conquistadores/Cadetes/Pioneros y aventureros/tizones.

### Salud y dieta
Desde su fundación en 1863, la integridad y la salud han sido un énfasis de la Iglesia Adventista. Los Adventistas del Séptimo Día presentan un mensaje de salud que recomienda el vegetarianismo y se espera la abstinencia de carne de cerdo, sangre, crustáceos, y otros alimentos proscritos como «animales inmundos» en Levítico 11 y Deuteronomio 14:3-21, al igual que la abstinencia de alcohol y tabaco u otras drogas. Los adventistas se abstienen de estos alimentos como deseo de mantener un estilo de vida saludable honrando a Dios en el cuidado de sus cuerpos pues lo consideran, según 1 Corintios 3:16-17, templo del Espíritu Santo.
Los pioneros de la Iglesia tuvieron mucho que ver en la aceptación habitual de los cereales para el desayuno en la dieta occidental, y el "concepto moderno de cereales" se originó entre los adventistas. John Harvey Kellogg fue uno de los fundadores de la obra de la salud para los Adventistas. Su desarrollo de los cereales para el desayuno como un alimento saludable llevó a la fundación de la Compañía Kellog's por su hermano William. Tanto en Australia como en Nueva Zelanda, la "Sanitarium Health Food Company", propiedad de la iglesia, es un importante productor de alimentos saludables y/o vegetarianos, más prominentemente "Weet-Bix".
Según estudios la expectativa de vida promedio es de 88 años entre los miembros de la Iglesia Adventista del Séptimo Día que practican estos principios.

### Ética y sexualidad
La posición oficial de los adventistas con respecto al aborto es que no se aprueban los abortos por razones de control de natalidad, selección de sexo, u otras conveniencias, solo se permite cuando la vida de la madre se ve amenazada, se diagnostican severos defectos genéticos en el feto, y en caso de embarazos por violación y/o incesto, aclarando que "la iglesia no debe servir como conciencia para los individuos".
Según una declaración oficial de la Asociación General de los Adventistas del Séptimo Día, los adventistas no llevan a cabo matrimonios homosexuales. Dentro del matrimonio el adulterio, la fornicación y el abandono del mismo por un cónyuge incrédulo, se consideran como causas de divorcio. Al usar la palabra "fornicación", el adventismo entiende que se mencionan las perversiones sexuales, el incesto, el abuso sexual de menores y las prácticas homosexuales, por lo tanto cualquiera de estas conductas y/o prácticas, son causa justa de separación o divorcio.
Los adventistas creen y animan a sus feligreses a abstenerse de tener relaciones prematrimoniales. La iglesia discrepa sobre las parejas de hecho, o dicho de otra manera, que las parejas convivan sin estar casadas.

## Organización
La Iglesia Adventista del Séptimo Día está organizada con una estructura jerárquica bien definida, que concede poderes y responsabilidades a representantes y oficiales. Seis niveles definen la estructura de la Iglesia, desde el creyente individual hasta la organización mundial.
1. La iglesia local está compuesta de creyentes individuales.
2. El distrito está compuesto por una o varias iglesias o filiales que son dirigidas por un pastor.
3. El campo o misión/asociación, se compone de varios distritos en un territorio definido que puede abarcar toda una región o parte de ella.
4. La unión se compone de campos y misiones/asociaciones dentro de un territorio mayor (frecuentemente un grupo de regiones o un país entero).
5. La división se compone de las uniones, abarca un determinado número de países. La Iglesia Adventista tiene 13 divisiones en el mundo. Cabe resaltar que la Iglesia Adventista no considera las divisiones como un nivel de la organización ya que son una representación de la Asociación General en un determinado territorio.
6. La Asociación General es la unidad más extensa de la organización, se compone de todas las divisiones de todas partes del mundo. Estas uniones están agrupadas en divisiones de la Asociación General, con responsabilidad administrativa para áreas geográficas particulares, que abarcan normalmente continentes enteros o gran parte de ellos.[109]

## Misión adventista

### Educación
La Iglesia Adventista administra un sistema educacional unificado en que operan unas 7 806 escuelas primarias y secundarias, al igual que colegios, universidades, seminarios y escuelas de medicina en más de 145 países en el mundo. Este sistema educacional involucra unos 86 800 docentes y cerca de 1 700 000 estudiantes.

### Salud

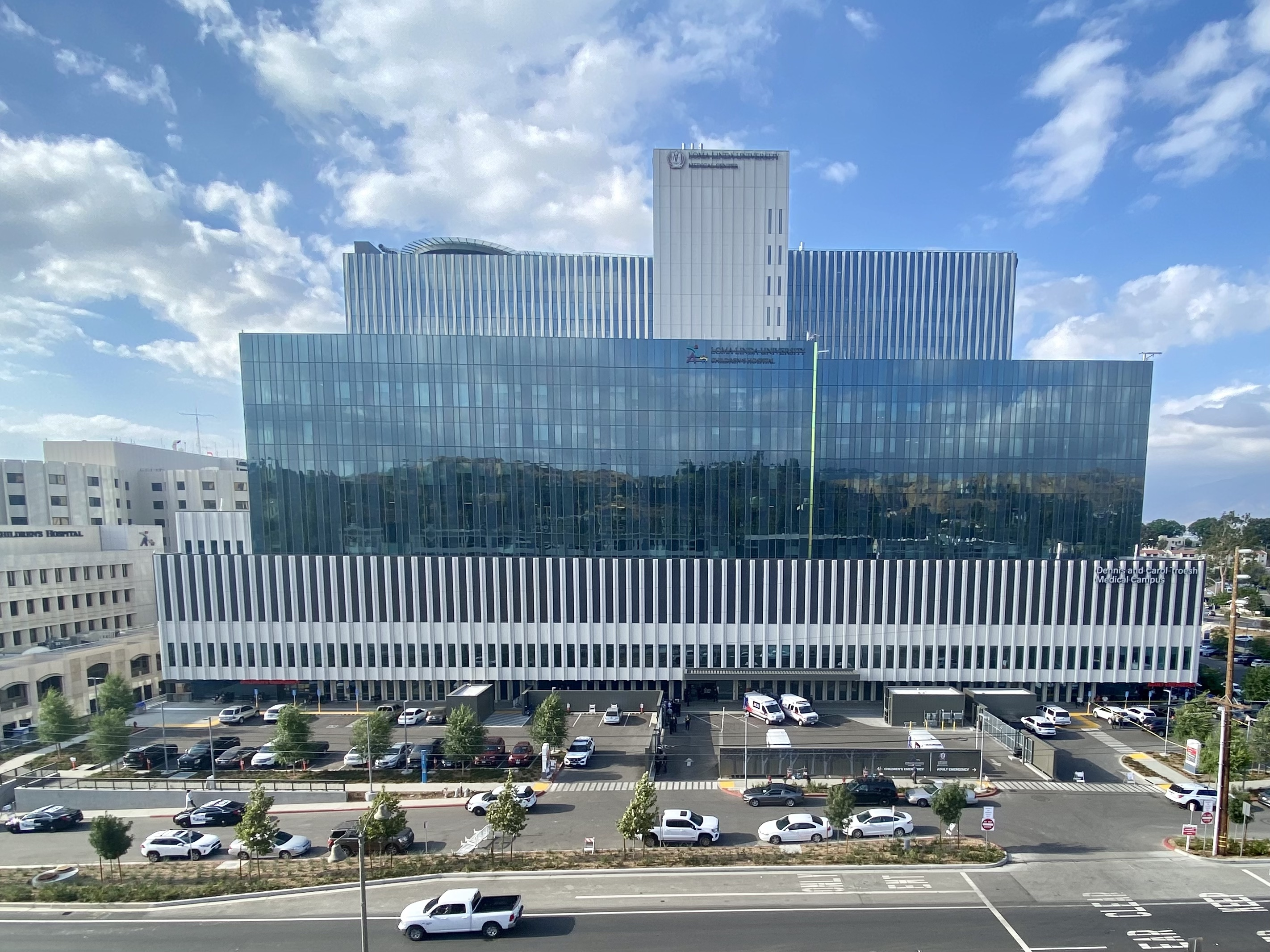
Centro Médico de la Universidad de Loma Linda, California.

Los adventistas mantienen en funcionamiento 175 hospitales e instituciones relacionadas con la salud en todo el mundo. El más emblemático es Loma Linda University Medical Center, en Loma Linda, California.

### Ayuda humanitaria
La Agencia Adventista de Desarrollo y Recursos Asistenciales, ADRA es la rama humanitaria mundial de la Iglesia Adventista del Séptimo Día, establecida con el propósito específico de desarrollar económica y socialmente comunidades desfavorecidas y ayudar a paliar efectos de desastres.
ADRA Internacional cumple su misión en 131 países, sin discriminación por raza, género o creencias políticas o religiosas. Opera en cinco actividades principales: seguridad alimenticia, desarrollo económico, primeros auxilios, respuesta a desastres y catástrofes y educación básica.
Desde hace más de 50 años la Iglesia Adventista ha estado activamente promoviendo la ayuda humanitaria a través del trabajo de la ADRA, que trabaja como una agencia no sectaria de ayuda humanitaria en 131 países del mundo. ADRA ha sido conferida el Estado Consultivo General por la comisión de Economía y Sociedad de las Naciones Unidas. En todo el mundo, ADRA emplea más de 4000 personas para ayudar tanto a proveer ayuda humanitaria en las crisis y el desarrollo en situaciones de pobreza.
ADRA está considerada por los organismos internacionales como una red de agencias de ayuda humanitaria y de desarrollo.

### Medios de comunicación
Los adventistas han estado en la vanguardia del evangelismo a través de los medios de comunicación. El programa It is written (‘Escrito está’) fue el primer programa religioso que fue transmitido en colores. Hoy, la iglesia cuenta con varios canales como The Hope Channel (‘Canal Esperanza’), 3ABN o The Three Angels Broadcasting Network (‘La red de difusión de los tres ángeles’), los cuales operan internacionalmente, transmitiendo las 24 horas del día tanto por cable como por satélite. También cuentan con un estudio de televisión (Nuevo Tiempo) ubicado en la ciudad de San Pablo en Brasil, el cual transmite por su programación de radio, televisión e Internet tanto en español como en portugués.
- En Brasil cuenta con una red de comunicación de televisión y radio que se puede sintonizar en las principales ciudades y también por internet.
- En Chile cuenta con una red de 33 radiodifusoras[114] Nuevo Tiempo Chile, y un canal de televisión abierta con el mismo nombre, que se puede sintonizar en las principales ciudades del país.
- En Costa Rica también cuenta con la emisora Radio Lyra 88.7 FM de cobertura nacional con sus oficinas en la provincia de Alajuela, en las instalaciones de la Universidad Adventista de Centroamérica.
- En El Salvador actualmente se encuentra Radio Adventista 96.5 FM, transmitiendo desde San Salvador.
- El 9 de agosto de 2003 se iniciaron las transmisiones de la red satelital Nuevo Tiempo Perú, desde la ciudad de Lima al presente, conforman esta red 17 emisoras a nivel nacional, dial en Lima 1038 AM.
- En Guatemala se inició la transmisión como repetidora de una radio centroamericana, luego creando su propia estación con el nombre de Unión Radio, obteniendo el permiso para transmitir en AM y FM.
- En República Dominicana cuenta con la emisora Radio Amanecer Internacional (enlace roto disponible en Internet Archive; véase el historial, la primera versión y la última). sintonizada en AM y en FM con más de una década en el aire, que se escucha en todo el país.
- En Puerto Rico cuenta con Radio Paraíso 92.9 FM desde Mayagüez, la cual cubre la mitad occidental de la isla, y Radio Sol 98.3 FM desde San Juan, la cual cubre la mitad oriental restante. También cuenta con las televisoras Paraíso TV Canal 28.1 DT desde Mayagüez, Salvación TV Canal 8.3 DT desde San Juan y Lumbrera TV Canal 8.7 DT desde Carolina.
- En Venezuela cuentan con la red de emisoras Radio La Voz con sede principal en la ciudad de Punto Fijo.
- En Bolivia cuenta con Radio Nuevo Tiempo 88.3 FM, la cual cubre gran parte del país.
- En Nicaragua cuenta con Radio Advent Stereo 92.7 FM, la cual cubre gran parte del país.
- En Colombia cuenta con  emisoras, en Bucaramanga 1020 AM, Medellín 1470 AM (arrendada por Aviva2), Cartagena 1360 AM, Sincelejo 1580 AM y Barranquilla 1010 AM denominada Radio Mundial Adventista y Esperanza Colombia Radio en Belén de Umbría 107.1 FM (arrendada por el Sistema Sonoro de Colombia), Zipaquirá 96.3 FM (arrendada por el Sistema Radial K de Colombia) ubicada en la Calle 2 # 19-21 en el Barrio Julio Caro de Zipaquirá, Agua de Dios 90.3 FM, Cartago 94.1 FM y Leticia 99.9 FM.

## Críticas
La Iglesia Adventista del Séptimo Día ha recibido diversas críticas en distintos ámbitos, incluyendo sus doctrinas, que incluso han sido catalogadas de heréticas. También se ha criticado el rol de profetisa de Ellen G. White dentro de la iglesia. Y por otra parte el punto de vista exclusivista de algunas de sus creencias.

### Críticas a las doctrinas
Críticos como el teólogo calvinista Anthony Hoekema (quien sentía que los adventistas estaban más de acuerdo con el Arminianismo), sostenía que algunas de las doctrinas adventistas eran heréticas. Tales doctrinas de acuerdo a Hoekema incluyen, el punto de vista aniquilacionista del infierno, el juicio investigador (y una visión relacionada con la expiación en el cristianismo), el sábado; además el autor afirma que la doctrina adventista sufre de legalismo.
Mientras que algunos críticos como Hoekema han clasificado al Adventismo como una secta sobre la base de sus doctrinas atípicas, ha sido aceptada como una iglesia por grupos evangélicos desde las reuniones y discusiones con los protestantes desde 1950. Notablemente, Billy Graham invitó a los adventistas a formar parte de sus cruzadas después de que la revista Eternity, una revista cristiana conservadora editada por Donald Barnhouse, publicada en 1956 que los adventistas son cristianos, incluso más tarde afirmó: "Son sensatos en las grandes doctrinas del Nuevo Testamento incluyendo la gracia y la redención a través del sacrificio vicario de Jesucristo 'de una vez y para siempre'". Walter Martin, quien es considerado por muchos como el padre del movimiento apologético antisectas dentro de las Iglesias evangélicas, escribió The Truth About Seventh-day Adventists(La verdad sobre los Adventistas del Séptimo Día) (1960) que marcó un cambio decisivo en la manera en que era visto el adventismo.

"...es perfectamente posible ser un Adventista del Séptimo Día y un verdadero seguidor de Jesús a pesar de los conceptos heterodoxos..."
Walter Martin, Kingdom of the Cults.

Más tarde Martin planeó escribir un nuevo libro sobre el Adventismo, con la asistencia de Kenneth R. Samples. Samples subsiguientemente escribió "From Controversy to Crisis: An Updated Assessment of Seventh-day Adventism" (De la Controversia a la Crítica: Una evaluación actualizada del Adventismo), que defiende el punto de vista de Martin "para ese segmento del Adventismo que sostiene la posición de "Questions on Doctrine" (Preguntas sobre doctrina), y más adelante expresado en el Movimiento Adventista Evangélico de las últimas décadas". Sin embargo, Samples también aseguraba que el "Adventismo tradicional" estaba "cambiando su postura sobre algunas de las posiciones en Questions on Doctrine," y que al menos en Glacier View parece haber "tenido el apoyo de muchos administradores y líderes de la iglesia".
Siguiendo en esta línea, en tiempos más recientes, se han establecido ciertos acercamientos en torno al movimiento ecuménico, entre las Iglesias Católica y Adventista, al grado de reconocerse mutuamente como parte de la cristiandad y retirarse el mote de sectarias, rubricado en el encuentro de los liderazgos de dichas iglesias en Polonia.

### Críticas al estatus de Ellen White
El estatus de Ellen G. White como profetisa para los tiempos modernos también ha sido criticado. En la era de Questions on Doctrine, sectores evangélicos expresaron su preocupación concerniente a la interpretación Adventista de la relación de los escritos de White con el canon bíblico. Sin embargo, la iglesia aclara en la Creencia n.° 18, de las 28 Creencias Fundamentales, que la Biblia es la norma de fe y práctica y por la cual se debe poner a prueba toda enseñanza y experiencia.
Una de las críticas más comunes a Ellen White, ampliamente difundida por Walter T. Rea y Ronald Numbers, entre otros, son las acusaciones de plagio en sus escritos a otros autores. Vincent L. Ramik, abogado independiente especializado en plagio, fue contratado para emprender un estudio de los escritos de Ellen White a comienzos de la década de los 1980s. En su informe concluyó que “Elena G. de White no fue plagiaria, y que sus obras no constituyen plagio, ni violaciones de los derechos de autor.” Cuando las acusaciones de plagio encendieron un debate significante a finales de los 1970s y a principios de los 1980s, la Asociación General de los Adventistas del Séptimo Día comisionó un importante estudio al Dr. Fred Veltman. El consiguiente proyecto fue conocido con el nombre de "'Life of Christ' Research Project" (Proyecto de Investigación "La vida de Cristo"). Durante 6 años el Dr. Veltman, analizó 15 capítulos al azar del libro El Deseado De Todas Las Gentes, concluyó que aproximadamente el 31% de las oraciones presentaban dependencia literaria. Los resultados están disponibles en los Archivos de la Asociación General. El Dr. Roger W. Coon, David J. Conklin, Dr. Denis Fortin, King y Morgan, y Morgan, entre otros, se hicieron cargo de las refutaciones de las acusaciones de plagio. En la conclusión del informe de Ramik, él afirma:

"It is impossible to imagine that the intention of Ellen G. White, as reflected in her writings and the unquestionably prodigious efforts involved therein, was anything other than a sincerely motivated and unselfish effort to place the understandings of Biblical truths in a coherent form for all to see and comprehend. Most certainly, the nature and content of her writings had but one hope and intent, namely, the furthering of mankind's understanding of the word of God. Considering all factors necessary in reaching a just conclusion on this issue, it is submitted that the writings of Ellen G. White were conclusively unplagiaristic."
"Es imposible imaginar que la intención de Ellen White, como se refleja en sus escritos y los indudablemente prodigiosos esfuerzos que conllevó, fuese otra que el esfuerzo sinceramente motivado y altruista de colocar los razonamientos de verdades bíblicas en una forma coherente para que todos vean y comprendan. Indudablemente, la naturaleza y el contenido de sus escritos tenían una esperanza e intención, específicamente, el incremento del conocimiento de la palabra de Dios para la humanidad. Considerando todos los factores necesarios para alcanzar una justa conclusión en este asunto, se demuestra que los escritos de Ellen G. White fueron concluyentemente no-plagiarios"
The Ramik Report Memorandum of Law Literary Property Rights 1790–1915.

### Exclusivismo
Finalmente, críticos han alegado que ciertas creencias y prácticas adventistas son exclusivistas por naturaleza y han despertado preocupación frente a la afirmación de los Adventistas de que son la "iglesia remanente" y que la Iglesia católica es la "Babilonia" del Apocalipsis. Estas actitudes, legitimizan el proselitismo de cristianos de otras denominaciones. En respuesta a las críticas, teólogos adventistas han sostenido que la doctrina del remanente no excluye la existencia de cristianos genuinos en otras denominaciones, sino que más bien se refiere a las instituciones como parte de Babilonia.

"We fully recognize the heartening fact that a host of true followers of Christ are scattered all through the various churches of Christendom, including the Roman Catholic communion. These God clearly recognizes as His own. Such do not form a part of the "Babylon" portrayed in the Apocalypse."
"Reconocemos enteramente el hecho alentador de que una hueste de verdaderos seguidores de Cristo están esparcidos por todas las iglesias del cristianismo, incluyendo la Comunión Católica Romana. A estos, Dios claramente los reconoce como a los suyos. Aquellos no forman parte de la "Babilonia"descrita en el Apocalipsis."
 Questions on Doctrine, p. 197.

Ellen White por su parte escribió:

"God has children, many of them, in the Protestant churches, and a large number in the Catholic churches, who are more true to obey the light and to do [to] the very best of their knowledge than a large number among Sabbathkeeping Adventists who do not walk in the light".
"Dios tiene hijos, muchos de ellos, en las iglesias Protestantes, y un gran número en las Iglesias católicas, quienes son más genuinos en obedecer la luz y hacer lo mejor de acuerdo a su conocimiento, que un gran número de Adventistas observadores del sábado que no caminan en la luz".
Ellen White.

## En la cultura popular
Hasta el último hombre describe la vida del adventista objetor de conciencia y ganador de la medalla de honor Desmond Doss. A Cry in the Dark, una película sobre la muerte de Azaria Chamberlain, presenta el prejuicio que enfrentaron sus padres debido a conceptos erróneos sobre su religión y la pérdida de la fe del padre. En la televisión, un personaje principal del programa Gilmore Girls es representado como un adventista conservador estricto, causando un conflicto con su hija. La película Manos Milagrosas trata de la vida del doctor y adventista Ben Carson, quien fue el primer cirujano en separar unos gemelos siameses.
El candidato a las elecciones presidenciales de 2016, Donald Trump, comentó la fe adventista de su oponente Ben Carson durante las primarias republicanas de ese año, declarando en un mitin: «Soy presbiteriano, muchacho, eso está en medio del camino... quiero decir, ¿adventista del Séptimo Día? No sé sobre eso. Simplemente no sé nada sobre eso». Trump más tarde nombraría a Carson su secretario de Vivienda y Desarrollo Urbano.

### Libros
- Blaschke, Jorge (2006). Enciclopedia de las creencias y religiones. Barcelona: Robin Book. ISBN 978-9-7073-2158-8.
- Bosch, Daniel, ed. (2008). Los adventistas del séptimo día responden preguntas sobre doctrina. Doral, Florida: Asociación Publicadora Interamericana. ISBN 978-1-5755-4692-6.
- Buades, Josep; Vidal, Fernando (2007). Minorías de lo mayor: minorías religiosas en la Comunidad Valenciana. Barcelona: Icaria Editorial. ISBN 978-84-7426-925-3.
- De Oliveira, Enoch (2013). La mano de Dios al timón (2.ª edición). Buenos Aires: Asociación Casa Editora Sudamericana. ISBN 978-987-701-131-9.
- Ellwood, Robert S.; Alles, Gregory D. (2007). The Encyclopedia of World Religions (en inglés). Nueva York: Facts on File. ISBN 978-0-8160-6141-9.
- Frassetto, Michael, ed. (2006). Britannica Encyclopedia of World Religions (en inglés). Chicago: Encyclopædia Britannica, Inc. ISBN 978-1-59339-491-2.
- Estruch, Joan; Gómez, Joan; del Mar, María; Iglesias, Agustí (2007). Las otras religiones: minorías religiosas en Cataluña. Barcelona: Icaria Editorial. ISBN 978-84-7426-881-2.
- Fieldhouse, Paul (2017). Food, feasts, and faith: an encyclopedia of food culture in world religions (en inglés). Santa Barbara, California: ABC-CLIO. ISBN 978-1-61069-411-7.
- Fortin, Denis; Moon, Jerry (2013). The Ellen G. White Encyclopedia. Hagerstown, Maryland: Review and Herald Publishing Association. ISBN 978-0-8280-2504-1.
- Fraser, Gary E. (2011). Diet, life expectancy, and chronic disease: studies of Seventh-day Adventists and other vegetarians (en inglés). Nueva York: Oxford University Press. ISBN 9-780-1951-1324-2.
- Gallagher, Eugene V.; Ashcraft, W. Michael (2006). Introduction to new and alternative religions in America (en inglés). Vol. 2. Westport, Connecticut: Greenwood Press. ISBN 978-0-2759-8713-8.
- Idler, Ellen L., ed. (2014). Religion as a Social Determinant of Public Health (en inglés). Nueva York: Oxford University Press. ISBN 978-0-1993-6220-2.
- Jones, Lindsay, ed. (2005). Encyclopedia of Religion (en inglés). Vol. 12 (2.ª edición). Detroit: Macmillan Reference USA. ISBN 978-0-0286-5981-7.
- Knight, George R. (2004). A brief history of Seventh-day Adventists (en inglés) (2.ª edición). Hagerstown, Maryland: Review and Herald Publishing Association. ISBN 978-0-8280-1430-4.
- Knight, George R. (2000). A search for identity: the development of Seventh-Day Adventist beliefs (en inglés). Hagerstown, Maryland: Review and Herald Publishing Association. ISBN 978-0-8280-1541-7.
- Kurian, George Thomas; Lamport, Mark A., eds. (2015). Encyclopedia of Christian education (en inglés). Londres: Rowman & Littlefield. ISBN 978-0-8108-8492-2.
- Land, Gary (2015). Historical dictionary of Seventh-Day Adventists (en inglés) (2.ª edición). Lanham, Maryland: Rowman & Littlefield. ISBN 978-1-4422-4187-9.
- Martin, Walter (1960). The truth about Seventh-Day Adventism (en inglés). Grand Rapids, Míchigan: Zondervan Publishing House. OCLC 33004208.
- Martin, Walter (2003).  Zacharias, Ravi, ed. The Kingdom of the Cults (en inglés). Bloomington, Minnesota: Bethany House Publishers. ISBN 978-0-7642-2821-6.
- Melton, J. Gordon (2005). Encyclopedia of Protestantism (en inglés). Nueva York: Facts on File. ISBN 978-0-8160-5456-5.
- Melton, J. Gordon, ed. (2009). Melton’s Encyclopedia of American Religions (en inglés) (8.ª edición). Detroit: Gale, Cengage Learning. ISBN 978-0-787-69696-2.
- Melton, J. Gordon; Baumann, Martin, eds. (2010). Religions of the world: a comprehensive encyclopedia of beliefs and practices (en inglés) (2.ª edición). Santa Bárbara: ABC-CLIO. ISBN 978-1-5988-4203-6.
- Queen, Edward L.; Prothero, Stephen R.; Shattuck, Gardiner H. (2009). Encyclopedia of American religious history (en inglés). Vol. 3 (3.ª edición). Nueva York: Facts on File. ISBN 978-0-8160-6660-5.
- Ramos, Marcos Antonio (1998). Nuevo diccionario de religiones, denominaciones y sectas. San José: Editorial Caribe. ISBN 978-0-8992-2284-4.
- Rhodes, Ron (2015). The Complete Guide to Christian Denominations: Understanding the History, Beliefs, and Differences (en inglés). Eugene, Oregon: Harvest House Publishers. ISBN 978-0-7369-5292-7.
- Seaman, John G. (1998). Who are the Seventh-day Adventists? (en inglés). Hagerstown, Maryland: Review and Herald Publishing Association. ISBN 978-0-8280-1350-5.
- Schwarz, Richard W.; Greenleaf, Floyd (2012). Portadores de luz: Historia de la Iglesia Adventista del Séptimo Día. Buenos Aires: Asociación Casa Editora Sudamericana. ISBN 978-950-573-891-5.
- Spalding, Arthur W. (1962). Origin and history of Seventh-day Adventists (en inglés). Washington, D.C.: Review and Herald Publishing Association. OCLC 367125271.

### Periódicos y publicaciones
- Arce, Osvaldo (2008). «Manuel Lacunza y La venida del Mesías en gloria y majestad: bibliografía comentada». Rev. Chil. Lit. (Santiago de Chile) (73): 109-137. ISSN 0718-2295.
- Bernard, V. Michelle, ed. (6 de abril de 2016). «How Church Structure Works». Visitor Magazine (en inglés). Consultado el 7 de agosto de 2020.
- Lipka, Michael (julio de 2015). «The most and least racially diverse U.S. religious groups». Pew Research Center (en inglés). Consultado el 1 de agosto de 2020.
- Lipka, Michael (noviembre de 2015). «A closer look at Seventh-day Adventists in America». Pew Research Center (en inglés). Consultado el 1 de agosto de 2020.
- Trim, David, ed. (2019). «2019 Annual Statistical Report». Seventh-day Adventist Office of Archives, Statistics and Research (en inglés). Consultado el 2 de agosto de 2020.
- Trim, David, ed. (2020). «2020 Annual Statistical Report». Seventh-day Adventist Office of Archives, Statistics and Research (en inglés). Consultado el 1 de agosto de 2020.

### En línea
- BBC Religions (2009). «Seventh-day Adventists» (en inglés). Consultado el 3 de noviembre de 2018.
- Smylie, James H.; Melton, J. Gordon (enero de 2018). «Adventist». Encyclopædia Britannica (en inglés). Consultado el 3 de noviembre de 2018.
- The Editors of Encyclopaedia Britannica (julio de 2018). «Ellen Gould Harmon White». Encyclopædia Britannica (en inglés). Consultado el 3 de noviembre de 2018.
- The Editors of Encyclopaedia Britannica (febrero de 2018). «William Miller». Encyclopædia Britannica (en inglés). Consultado el 3 de noviembre de 2018.